# Сьвенте (Свецький повіт)
Сьвенте (пол. Święte) — село в Польщі, у гміні Швеці Свецького повіту Куявсько-Поморського воєводства.
Населення — 78 осіб (2011).
У 1975-1998 роках село належало до Бидгощського воєводства.

## Демографія
Демографічна структура станом на 31 березня 2011 року:
|          | Загалом | Допрацездатний вік | Працездатний вік | Постпрацездатний вік |
| -------- | ------- | ------------------ | ---------------- | -------------------- |
| Чоловіки | 38      | 5                  | 32               | 1                    |
| Жінки    | 40      | 11                 | 24               | 5                    |
| Разом    | 78      | 16                 | 56               | 6                    |